# Sistema fotometrico di Vilnius
Il sistema fotometrico di Vilnius è un sistema fotometrico a banda media costituito da sette colori (UPXYZVS), creato nel 1963 da Vytautas Straižys e colleghi dell'osservatorio astronomico di Vilnius. Il sistema è stato ottimizzato per la classificazione delle stelle a partire dalle osservazioni con strumenti di terra; la scelta ricadde sulla banda media per consentire la misurazione delle caratteristiche delle stelle più deboli.
| Banda | Lunghezza d'onda media (nm) | FWHM (nm) |
| ----- | --------------------------- | --------- |
| U     | 345                         | 40        |
| P     | 374                         | 26        |
| X     | 405                         | 22        |
| Y     | 466                         | 26        |
| Z     | 516                         | 21        |
| V     | 544                         | 26        |
| S     | 656                         | 20        |

La classificazione termica delle stelle dei primi tipi (in particolare di classe O) si basa sulla discontinuità di Balmer, la quale, per esser misurata, necessita di due filtri passa banda piazzati nell'ultravioletto, uno poco dopo la discontinuità (U) ed un altro molto al di là della discontinuità (X). La banda Y è vicina al punto di rottura della legge di estinzione interstellare (che può esser rappresentata graficamente, nella regione tra 300 ed 800 nanometri, da due rette che si intersecano a ~435,5 nm). La banda P è collocata esattamente nella discontinuità, in modo da costituire una separazione per le stelle di classe B, A ed F.
La magnitudine Z si pone sul tripletto Mg I e sulla banda molecolare del MgH; tale banda è particolarmente sensibile per le stelle di classe G, K ed M. Infine, la banda V è scelta per coincidere con una banda affine del sistema fotometrico UBV, concedendo la possibilità di correlare questi due sistemi. La banda S coincide con la posizione della linea Hα e dà informazioni su fenomeni di emissione o assorbimento in questa regione.
Gli indici di colore del sistema sono stati normalizzati per soddisfare la condizione, per le stelle di classe O non soggette ad arrossamento,
U−P = P−X = X−Y = Y−Z = Z−V = V−S = 0